# Медолаго
Медола̀го (на италиански: Medolago; на ломбардски: Medulach, Медулак) е село и община в Северна Италия, провинция Бергамо, регион Ломбардия. Разположено е на 246 m надморска височина. Населението на общината е 2389 души (към 2017 г.).